# شیر باستان
شیر باستان (نام علمی: Priscileo) نام یک سرده از تیره کیسه‌دارشیران است.